# Diacyclops cristinae
Diacyclops cristinae is een eenoogkreeftjessoort uit de familie van de Cyclopidae. De wetenschappelijke naam van de soort is voor het eerst geldig gepubliceerd in 1987 door Pesce & Galassi.